# Бер, Ральф
Ральф Генри Бер (англ. Ralph Henry Baer; 8 марта 1922, Родальбен, Юго-западный Пфальц — 6 декабря 2014[…], Манчестер, Нью-Гэмпшир) — американский изобретатель, разработчик видеоигр, инженер, предприниматель, получивший прозвище «Отец видеоигр» за свой огромный вклад в развитие этой индустрии, особенно в первые годы существования компьютерных игр как таковых.

## Биография

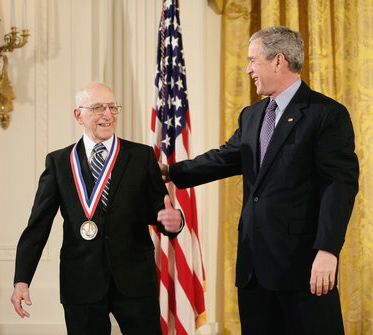
Президент США Дж. Буш-младший (справа) вручает Ральфу Беру Национальную медаль в области технологий и инноваций. Февраль 2006

Американец еврейско-немецкого происхождения. Рудольф Генрих Бер (настоящее имя изобретателя) родился 8 марта 1922 года в городке Родальбен. Отец — Лео Бер, работал на обувной фабрике в близлежащем городке Пирмазенс. Мать — Лотте Бер (в девичестве — Киршбаум, англ. Charlotte Lauren Kirschbaum, 1899—1999).
В 1933 году, в возрасте 11 лет, с приходом к власти нацистов, был исключён из школы в связи со своим еврейским происхождением. Его семья почувствовала, что гонения на евреев в стране становятся всё жёстче, поэтому в августе 1938 года, когда Рудольфу было 16 лет, они эмигрировали в США и прибыли в Нью-Йорк. Это случилось за три месяца до печально известной «Хрустальной ночи». Вскоре будущий изобретатель слегка изменил своё имя на англизированное и был натурализован, став гражданином США.
Уже через неделю после прибытия в США Бер работал на фабрике по изготовлению футляров для маникюрных наборов, зарабатывая 12 долларов в неделю (чуть более 200 долларов в ценах 2014 года): именно там 16-летний юноша сделал своё первое изобретение — деревянный зажим, держащий 5—6 футляров одновременно, что заметно повысило производительность труда. Спустя полгода однажды в метро он увидел обложку журнала, на которой говорилось о том, что на обслуживании радио и телевизоров можно делать большие деньги. Загоревшись этой идеей, Бер стал покупать тематическую литературу, окончил Национальный институт радио по специальности «радиотехник». Потратив на это примерно полтора года, Бер уволился с фабрики и занялся обслуживанием радиоприёмников, телевизоров, антенн. В 1943 году был призван в армию, служил год в США, затем ещё два года в военной разведке в Англии и Франции в звании рядового (личный номер 32887607).
Вернувшись с войны, Бер поступил в Американский телевизионный институт технологий в Чикаго и в 1949 году окончил его по специальности «телевизионный инженер» (крайняя редкость в то время) и со степенью «бакалавр наук». В том же году Бер получил должность главного инженера в маленькой фирме Wappler, Inc., которая занималась электрическим медицинским оборудованием. Здесь он также смог проявить себя как изобретатель: он совершенствовал и изобретал электрические скальпели, эпиляторы и другие приборы.
В 1951 году Бер перешёл в компанию Loral Corporation, где трудился также старшим инженером, занимаясь совершенствованием оборудования для IBM.
C 1952 по 1956 года работал в компании Transitron, Inc., также старшим инженером, а потом и вице-президентом.
В 1955 году переехал в Манчестер, где и прожил всю оставшуюся жизнь.
В 1956 году основал собственную компанию. В ней работали до 500 инженеров, которые занимались преимущественно военными заказами. Именно эта работа подала Беру идею, которая в итоге привела к созданию первой в мире игровой приставки.
В 1972 году Бер начал сотрудничать со свежеобразованной компанией Atari, которая в том же году создала один из самых коммерчески успешных аркадных автоматов — Pong, суть игры которого была основана на разработке Бера «Настольный теннис». В дальнейшем между Бером и Ноланом Бушнеллом (президентом Atari) разгорелся затяжной спор, связанный с патентированием этой игры.
В 1975 году занялся самостоятельной консультационной деятельностью и начал сотрудничать с Marvin Glass & Associates, Чикаго.
В 1987 году Бер вышел на пенсию, но до самой своей смерти продолжал изобретать и продвигать новые видеоигры и электронные игрушки. Бер имеет 50 патентов в США и ещё около 100 по всему миру, причём связанных не только с видеоиграми и электронными игрушками, но и, к примеру, с открытками, говорящими дверными ковриками и следящими системами для подводных лодок.
В 2005 году увидела свет книга Бера «Видеоигры: В начале». В 2006 году Ральф Бер передал все свои приборы и документацию, связанные со своими изобретениями, в дар Смитсоновскому институту.

### Личная жизнь и смерть
В 1952 году Ральф Бер женился на девушке по имени Дена Уинстон. Пара прожила вместе более полувека, в 2006 году Дена скончалась. От этого брака остались трое детей: Джеймс, Марк и Нэнси. Сам Ральф Бер скончался 6 декабря 2014 года от старости. На момент смерти у него остались трое детей и четверо внуков и внучек. Похоронен три дня спустя после смерти при храме Adath Yeshurun.

## Изобретения

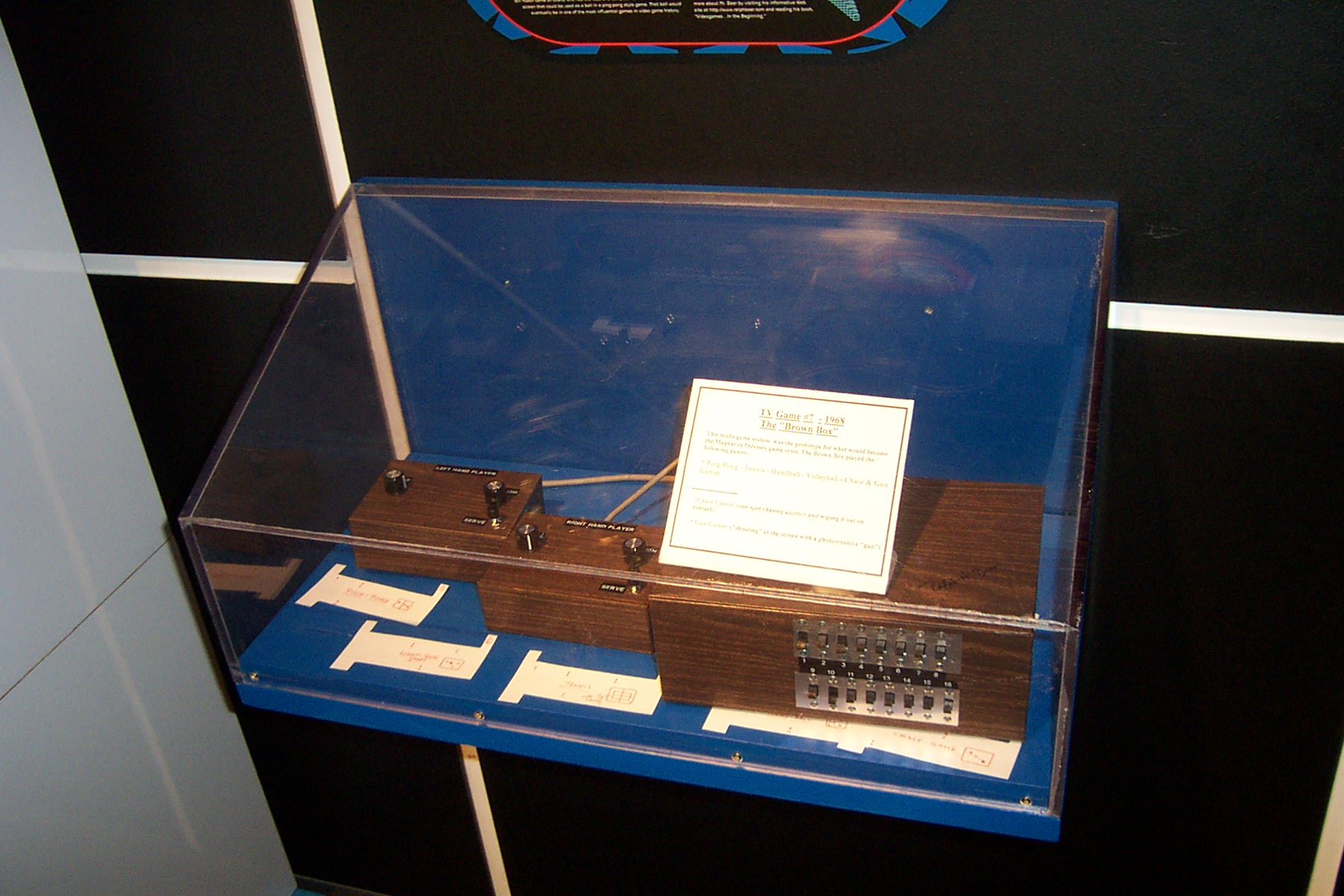
«Коричневая коробка» в Смитсоновском институте

- Ральфа Бера называют изобретателем видеоигр. Первые его опыты по использованию телевизионного экрана для игр относятся к 1966 году[13]. Заручившись поддержкой двух инженеров и получив на эксперимент 2500 долларов (около 17 000 в ценах 2014 года)[12], Бер за два года создал «Коричневую коробку» — первую в мире консольную систему для видеоигр. Своё название она получила в честь того, что её внешнее покрытие было сделано под шпон. На протяжении четырёх лет Бер не мог найти фирму, которая взялась бы продвинуть этот необычный товар на рынок. Это получилось лишь в 1972 году, когда Бер модифицировал свою «Коричневую коробку» — эта консоль получила имя Magnavox Odyssey[12]. Всего этих приставок в мире было продано около 330 тысяч штук. Ныне одна из первых «Коричневых коробок» хранится в Смитсоновском институте.
- В марте 1971 года Бер получил первый в мире патент на «телевизионную игровую и обучающую аппаратуру»[21].
- В 1972 году Бер изобрёл первый в мире световой пистолет, из тех, что смогли попасть на массовый рынок — Shooting Gallery.
- 1975—1978 — Бер внёс значительный вклад в развитие моделей приставок серии Magnavox Odyssey.
- В 1978 году[16] публике была представлена разработанная совместно с Ховардом Моррисоном игра «Саймон»[22], в 1979 году — её продолжение «Супер-Саймон».
- В 1979 году вышла игра англ. Ideal Maniac, имевшая заметно меньшую популярность, чем «Саймон».

## Награды и признание
- 2004 — Национальная медаль США в области технологий и инноваций[23]
- 2005 — англ. G-Phoria в категории «Легенда»
- 2008 — англ. IEEE Masaru Ibuka Consumer Electronics Award
- 2008 — награда «Пионер» на Конференции разработчиков игр[24]
- 2010 — включён в Национальный зал славы изобретателей
- 2014 — Медаль Эдисона
- 2014 — включён Корпорацией Карнеги в список «Иммигранты: гордость Америки»[20]
- Пожизненный почётный член Института инженеров электротехники и электроники